# Taoxin
Taoxin (kinesiska:  陶辛) är en köping i östra Kina. Den ligger i stadsdistriktet Wanzhi i staden Wuhu i provinsen Anhui, omkring 140 kilometer sydost om provinshuvudstaden Hefei. Antalet invånare är 38 461. Befolkningen består av 18 594 kvinnor och 19 867 män. Barn under 15 år utgör 16,0 %, vuxna 15-64 år 70 %, och äldre över 65 år 13,0 %.